# Biełaruś-24
Biełaruś-24 (biał. Беларусь-24) – białoruska stacja telewizyjna przeznaczona dla widzów spoza Białorusi. Kanał powstał 1 lutego 2005. Dyrektorem stacji jest Waleryj Alaksandrawicz Raducki.
10 czerwca 2021 r. kanał został zakazany na Ukrainie za rzekome podżeganie do wrogości i szerzenie dezinformacji na temat Ukrainy.
6 marca 2022 r. Krajowa Rada Radiofonii i Telewizji zadecydowała o blokadzie stacji w polskiej telewizji.
10 czerwca 2022 r. kanał został wyłączony z Hot Birda.